# Могилянка-Вишневецкая, Раина
Княгиня Раина Могилянка-Вишневецкая (ок. 1588 — ок. 1619) — аристократка из молдавского рода Могила, меценатка, ставшая известной как покровительница православной веры на Украине. На левобережной Украине, которой владел её муж князь Михаил Вишневецкий, она основала три православных монастыря — Густынский (Прилуцкий), Ладанский (Подгорский) и Лубенский (Мгарский).
Дочь молдавского господаря Иеремии Могилы, двоюродная сестра киевского митрополита Петра Могилы, жена Михаила Вишневецкого, мать Иеремии Вишневецкого, бабушка польского короля Михаила Корибута.
Около 1608 года вышла замуж за князя Михаила Вишневецкого, который был отравлен примерно через 8 лет подосланным православным монахом. Возможно, отсюда возникло будущее недоверие её сына Иеремии к православной церкви, которое проявилось затем в переходе в католицизм. Раина осталась вдовой с малолетним сыном Иеремией (Яремой) и дочкой Анной. По приказу короля Сигизмунда III вдову князя Михаила Вишневецкого Раину, её маленьких детей Ярему и Анну приговорили к изгнанию. Магнатам приписывалось с ними «Никакого общения не иметь и в имениях своих не скрывать, совета и помощи ни в чём не подавать».
После смерти мужа Михаила Раина унаследовала «замок и город Лубны, со всеми хуторами, яко тоже и другие замки и города» (постановление Люблинского трибунала). Княгиня Раина проживала с сыном в волынских имениях в Вишневце, где был дворец покойного князя Михаила. Сына Ярему воспитывала, следуя традиции православной веры. Умирая, взяла клятву с Яремы соблюдать родительский обряд, не переходить в католичество. По этому поводу журналист Юрий Рудницкий отмечает:
«Во время работы над книгой мне встречались две версии завещания Яреминой матери на основание этого монастыря, где находится так называемая клятва Раины, Яреме тогда было лет семь. Там нет ни слова о сыне. Завещание адресовано тем, кто сохранит православную веру в монастыре».